# Redcar (ville)
Pour les articles homonymes, voir Redcar.
Redcar est une station balnéaire anglaise de l'autorité unitaire de Redcar et Cleveland, dans le comté cérémonial de Yorkshire du Nord.